# Рогачово (Лодейнопольський район)
Рогачово (рос. Рогачово) — присілок у Лодєйнопольському районі Ленінградської області Російської Федерації.
Населення становить 2 особи. Належить до муніципального утворення Доможировське сільське поселення.

## Історія
Згідно із законом від 20 вересня 2004 року № 63-оз належить до муніципального утворення Доможировське сільське поселення.

## Населення
| 1950 | 1997 | 2007 | 2010 | 2014 |
| ---- | ---- | ---- | ---- | ---- |
| 34   | ↘8   | ↗11  | ↘1   | ↗2   |